# 藤原俊信
藤原 俊信（ふじわら の としのぶ）は、平安時代後期の貴族・学者。藤原北家真夏流（日野家）、式部大輔・藤原正家の次男。官位は正五位下・右少弁。

## 経歴
白河朝の永保年間に蔵人を務めると、因幡権守を経て、堀河朝の寛治5年（1091年）献策の功労により従五位上に叙せられる。その後、大内記を経て永長2年（1097年）正五位下に昇叙される。翌承徳2年（1098年）右衛門権佐に任ぜられ、康和元年（1099年）右少弁を兼ねるが、同年に俊信の従者が罪人を仲間に奪われるという事件が発生している。康和2年（1100年） には更に文章博士も兼ねている。
康和5年（1103年）には宗仁親王（のち鳥羽天皇）の立太子を受けて東宮学士をも兼ねる。翌年の改元に際しては菅原在良と共に紀伝勘文を提出し、その勘案に基づいて「長治」の元号が採用された。
長治2年（1105年）2月1日に父に先立って病没した。享年51。最終官位は右少弁右衛門権佐東宮学士文章博士。
藤原師実・師通父子から作文会の講師を命ぜられ、藤原忠実が藤氏長者になって最初の法成寺参詣に随行するなど家司ではなかったものの、摂関家からの信任が厚かった。

## 官歴
- 永保3年（1083年） 2月13日：見蔵人[1]
- 寛治2年（1088年） 3月15日：見因幡権守[4]
- 寛治5年（1091年） 正月6日：従五位上（策労）[5]
- 永長元年（1096年） 7月4日：見大内記[1]
- 永長2年（1097年） 正月5日：正五位下[6]。正月30日：兼安芸権介[6]
- 承徳2年（1098年） 7月12日：右衛門権佐[6]
- 康和元年（1099年） 12月14日：兼右少弁[7]
- 康和2年（1100年） 12月：兼文章博士[7]
- 康和3年（1101年） 2月：兼周防介[7]
- 康和5年（1103年） 8月17日：兼東宮学士[8]
- 長治2年（1105年） 2月1日：卒去（右少弁右衛門権佐東宮学士文章博士）[6]

## 系譜
- 父：藤原正家
- 母：藤原良任の娘
- 妻：菅原是綱の娘
  - 男子：藤原顕業（1090-1148）
- 生母不明の子女
  - 男子：正慶
  - 男子：信意
  - 女子：藤原有成室